# Topothek

Logo der Topotheken von ICARUS

Die Topothek (von altgriechisch τόπος topos „Ort, Thema“ und θήκη thékē „Aufbewahrungsort“, „Behälter“ im Sinne von „Bibliothek“) ist eine virtuelle Sammlung von Bildern, Karten, Video- und Audioaufzeichnungen mit genauer Verortung, Datierung und Verschlagwortung mit Schwerpunkt auf Österreich (siehe nachfolgend).

## Zielsetzung
Zielsetzung der Topothek ist es, privates historisches Material und Wissen unter der Mitarbeit der Bevölkerung (Crowdsourcing) für die Allgemeinheit sichtbar zu machen und es auch für die Wissenschaft als vorgelagerte Feldforschung zu erschließen.
Als Vorteile sieht man im Projekt die online Zurverfügungstellung und damit die nicht ortsgebundene Nutzung, die rasche Ergänzbarkeit und eine allgemeine Beteiligung. Diese geschieht vorzüglich mit der Mitarbeit von Freiwilligen (Citizen Scientists) in ein System, das trotz seiner Einfachheit auch dem Archivstandard ISAD/G entspricht.
Die einzelnen Topotheken werden entweder von Privatpersonen, Vereinen oder Gemeinden realisiert. Dabei pflegen sogenannte Topothekarinnen und Topothekare das Material, das ihnen von der lokalen Bevölkerung zur Verfügung gestellt wird, in das Online-Portal ein. Ferner besteht die Möglichkeit für die Besucher, auch selbst Material hochzuladen und zu verschlagworten.
Durch die regionale und/oder thematische Begrenzung entsteht ein starker Identifikationsprozess mit der Nutzergruppe. Für viele Topotheken wird der Zulauf an Material durch Veranstaltungen mit der Bevölkerung gefördert.

## Geschichte
Entstanden ist die Topothek mit einer Idee von Alexander Schatek. Initiale Überlegung war, die Zusammenschau von Archivalien einer Sammlung über Ort und Schlagwort zu erreichen. Mit der Gemeinde Breitenstein am Semmering entstand nach der privaten Topothek Prater die erste öffentlich betriebene Topothek. Ein erster Preis beim Projektwettbewerb der Niederösterreichischen Dorf- und Stadterneuerung eröffnete den Weg zu weiteren öffentlich betriebenen Topotheken. Die Topothek kooperiert mit regionalen und lokalen Organisationen (Regionalmanagements) und ist an das Netzwerk der Archive (ICARUS) eingebunden. Diese Kooperationen sind die Grundlage, um den Grundsatz der Topothek, den freien Zugang zu den lokalen historischen Quellen zu ermöglichen, dauerhaft zu sichern.

## Entwicklung
Mit November 2020 sind alleine für Österreich mehr als 220 Einzel-Topotheken online. Wenn auch der Schwerpunkt an teilnehmenden Gemeinden in Niederösterreich liegt – im Jahr 2020 waren es ca. 170 – so werden die Plattformen auch in über zehn Ländern Europas, wie Deutschland, Estland, Finnland, Italien, Kroatien, Rumänien, Schweden, Schweiz, Serbien, Spanien, Tschechische Republik, Ungarn usw. sowie von Institutionen und Privaten genutzt. Im September 2021 wurde der Wert von 1'000.000 hochgeladenen Dokumenten erreicht. Per Dezember 2022 sind über 400 Topotheken in knapp 20 Staaten auf der Startseite zu finden, im November 2024 ca. 550.

## Rechtliches
Die Nutzung von Medien, auch bereits gemeinfreier, ist mit den jeweiligen Rechteinhabern individuell zu verhandeln, sämtliche Inhalte sind durch eine Javascript-Sperre des Kontextmenüs im Webbrowser vom Download ausgeschlossen. Grundsätzlich können Inhalte zwar unter Creative-Commons-Lizenzen veröffentlicht werden, deren lizenzkonforme Nutzung wird aber durch diese Maßnahme technisch verunmöglicht.

## Filme
- ICARUS, 13. April 2016: Die Topothek in Niederösterreich